# A1 Team Rusland
Het A1 Team Rusland was een Russisch raceteam dat deelnam aan de A1 Grand Prix in het eerste seizoen. De eigenaar van het team was Svetlana Strelnikova. Coureurs voor het team waren Michail Aljosjin, Roman Rusinov en Alexey Vasiliev.
Het team nam slechts aan de races in Groot-Brittannië, Portugal en Australië deel. De hoogst behaalde notering was een dertiende plaats door Roman Rusinov in de sprintrace op het Australische Eastern Creek Circuit. 